# Jorge II da Geórgia
Jorge II da Geórgia (em georgiano: გიორგი II; romaniz.: Giorgi II), da dinastia Bagrationi, foi rei da Geórgia entre 1072 e 1089. Era filho e sucessor de Pancrácio IV com Borena da Alânia. Incapaz de líder de forma efetiva com os constantes ataques dos turcos seljúcidas e solapado por problemas internos em seu reino, Jorge foi forçado a abdicar em prol de seu energético filho, David IV, permanecendo apenas nominalmente como co-monarca até morrer em 1112. Jorge recebeu os prestigiosos títulos bizantinos de curopalata (c. 1060) e césar (c. 1081).

## Primeiros anos
A infância de Jorge coincidiu com as guerras civis de seu pai, o rei Pancrácio IV (r. 1027–1072), contra o nobre rebelde georgiano Liparite, que conseguiu expulsá-lo para o Império Bizantino e coroou Jorge como rei na Catedral de Ruissi entre 1050 e 1053, que reinou sob a regência da irmã de Pancrácio, Guranducte. Na realidade, Liparites passou a governar quase metade do Reino da Geórgia e controlava a dinastia mais poderosa do país. Em 1060, Pancrácio IV já havia conseguido recuperar o trono e fez de Jorge, a quem os bizantinos concederam o título de curopalata, seu herdeiro aparente. Em 1070, o príncipe Jorge, à frente de um exército misto de georgianos e alanos, derrotou decisivamente o emir xadádida de Arrã, Alfadle II, e arrasou suas propriedades em Ganja.

## Invasões seljúcidas

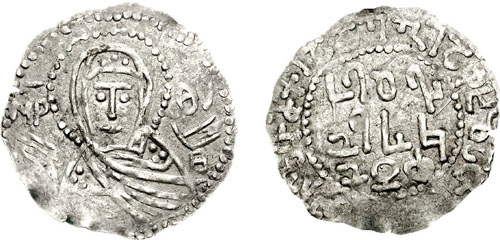
Dram de prata de Jorge II

Jorge ascendeu ao trono depois da morte do pai, em 1072, e recebeu os títulos de nobilíssimo e, posteriormente, de sebasto diretamente do imperador bizantino. Um ano depois, enfrentou uma grande revolta aristocrática liderada por Niania Kvabulis-dze, João Liparitis-dze e Vardanes de Suanécia. Apesar de vitorioso, Jorge foi obrigado a comprar a lealdade dos rebeldes com generosas doações de terras. Logo, a Geórgia foi atacada novamente pelos seljúcidas, uma povo túrquico nômade que se tornaria uma grande ameaça ao reinado de Jorge II. Depois do devastador raide em Ibéria em 1073, liderado por sultão Alparslano, Jorge conseguiu repelir, no ano seguinte, uma invasão comandada por um general turco encarregado pelo sultão de governar o Cáucaso. O rei também conseguiu assegurar a devolução formal do Alto Tao/Taique (Tema da Ibéria), uma região fronteiriça que havia sido o pomo da discórdia entre georgianos e bizantinos no início do século XI, pelo governador bizantino Gregório Pacuriano, que começou a evacuar a região logo depois da catastrófica derrota infligida pelos seljúcidas ao exército bizantino na Batalha de Manzicerta. Na ocasião, Jorge recebeu o título bizantino de césar, a fortaleza de Carse e foi encarregado de patrulhar a fronteira oriental do império. Jorge não foi capaz, porém, de deter o avanço seljúcida.
Em 1076, o sultão Maleque Xá I invadiu a Geórgia e arrasou diversas vilas e cidades. Constantemente pressionado pelo incessante fluxo de invasores turcos — conhecido na história da Geórgia como "didi turkoba" ou "Grande Invasão Turca" — a partir de 1079/80, Jorge acabou sendo forçado a se submeter a Maleque Xá para assegurar algum nível de paz à custa de tributos. Jorge II conseguiu até mesmo apoio militar seljúcida para apoiar sua campanha para submeter o reino georgiano oriental da Caquécia, que resistiu por muito tempo às tentativas bagrátidas de anexação. Porém, esgotado por um difícil cerco à fortaleza Caquécia de Vezini, Jorge abandonou a campanha quando começou a nevar e seguiu para as florestas de Ajameti para espairecer caçando. Suas tropas auxiliares turcas também desistiram do cerco e se dedicaram a saquear o fértil vale Iori na Caquécia. Agsartan I, rei da Caquécia, foi até o sultão para declarar sua submissão e, num sinal de lealdade, se converteu ao islamismo, conseguindo assim proteção contra as aspirações da coroa georgiana.

## Deposição
A personalidade insegura de Jorge II, suas péssimas escolhas políticas e as invasões seljúcidas mergulharam o Reino da Geórgia numa profunda crise que atingiu o ápice logo depois de um desastroso terremoto em 1088. No ano seguinte, Jorge entregou a coroa ao seu energético filho David, de apenas dezesseis anos. Esta mudança está cercada de mistério e é mencionada apenas de passagem nas "Crônicas Georgianas". Tudo o que se sabe é que Jorge coroou o filho com suas próprias mãos e logo depois desaparece completamente do relato. É provável que ele tenha sido forçado por seus nobres, depois de um golpe palaciano engendrado pelo poderoso ministro bispo Jorge Chkondideli, a abdicar a favor David. Jorge é mencionado em orações ainda em 1204 como "rei dos reis e césar de todo o oriente e ocidente", o que sugere que ele ainda estava vivo e teria recebido os títulos de seu filho, embora não tivesse de fato nenhum poder.